# Карл Рунге
Карл Давид Толме Рунге (Бремен, 30. август 1856 — Гетинген, 3. јануар 1927) је био немачки математичар и физичар.
Рунге је најпознатији по томе што је, заједно са Кутом, развио Рунге-Кута метод на пољу нумеричке анализе.
Провео је првих неколико година свог живота у Хавани, где је његов отац, Јулијус Рунге, радио као дански конзул. Његова породица се касније преселила у Бремен, где је његов отац умро (1864. године). Године 1880, докторирао је математику у Берлину, где је студирао под менторством Карла Вајерштраса. Године 1886. постао је професор у Хановеру.
Његова интересовања су укључивала математику, спектроскопију, геодезију и астрофизику. Поред чисте математике, доста је експериментисао изучавајући спектралне линије разних елемената (заједно са Хајнрихом Кајзером) и веома је био заинтересован за примену својих дела на астрономску спектроскопију.
Године 1904, на иницијативу Феликса Клајна, добио је позив да предаје на Георг-Август Универзитету у Гетингену, који је прихватио. Тамо је остао до свог пензионисања 1925. године.
Рунгеов кратер на Месецу носи назив по Рунгеу.

## Дела Карла Рунгеа
- (докторска дисертација, Фризе, 1880)
- (Б. Г. Тојбнер, Лајпциг, 1908)
- (Columbia University Press, Њујорк, 1912)
- Carl Runge und Hermann König  (Шпрингер, Хајделберг, 1924)
- (Тојбнер, 1928)